# Abdellatif Laabi
Abdellatif Laabi (Fez, 1942) es un poeta, traductor y activista marroquí, exiliado en Francia desde 1985

## Biografía
Profesor de francés y activista miembro del movimiento opositor Ila l-Amam, fundó junto con otros poetas marroquíes la revista literario-artística Souffles en 1966, y aunque la pretensión primera era trabajar sobre la literatura, cristalizó buena parte de las aspiraciones de muchos creadores marroquíes (dramaturgos, cineastas, pintores, etc), convirtiéndose en catalizador de sus obras. La publicación fue prohibida en 1972, pero a lo largo de su corta vida, se abrió a las culturas de otros países del Magreb y del Tercer Mundo.
Abdellatif Laabi fue encarcelado, torturado y condenado a diez años de prisión por "delitos de opinión" (por sus creencias políticas y sus escritos) y cumplió prisión de 1972 hasta 1980. Luego se le obligó a exiliarse en Francia, al igual que su amigo y colaborador, Abraham Serfaty que, después de diecisiete años en la cárcel, se vio obligado también al exilio en 1991. Laabi ha vivido en París desde 1985, y desde 1988 es miembro de la Académie Mallarmé. Laabi ha sido un defensor de otros escritores perseguidos por su trabajo, incluyendo a Salman Rushdie.
El 30 de noviembre de 2007 recibió la insignia de doctor honoris causa por la Universidad de Rennes 2 Haute Bretagne. En 2008 recibió el Premio de Poesía Robert Ganzo. En 2009 recibió el premio Goncourt de poesía. En 2011 recibió el Gran Premio de la Francofonía de la Academia Francesa. En 2017 recibió el Premio Internacional de Poesía de México “Nuevo Siglo de Oro”.
En 2015, escribió el poema Doy fe tras los atentados del 10 de enero de 2015.
Escritor francófono, su escritura está impregnada de humanismo y siempre preocupada por la lucha por más justicia y más libertad. Para el, la poesía no está dispuesta a entregar las armas.  És un transmisor de poesía, trabaja incansablemente en sus encuentros como en su trabajo de escritor para un diálogo real, un intercambio real, para que exista la paz entre las diferentes culturas. Su obra ha sido traducida a muchos idiomas. Escribió: “La poesía es todo lo que le queda al hombre para proclamar su dignidad, para no hundirse en los números, para que su aliento quede para siempre impreso y atestiguado en el grito".
En octubre de 2018 publicó dos volúmenes que recogen toda su obra poética.
Su esposa, Jocelyne Laâbi, ha publicado varios libros, entre ellos La Liqueur d'aloès (2005) y Hérétiques (2013).

## Revista Souffles
La revista Souffles fue publicada por intelectuales y poetas en Marruecos de 1966 a 1972. Funcionó como nodo, medio e interfaz en la producción intelectual, política y artística de una subjetividad poscolonial. Gracias a los esfuerzos de  Abdelatiff Laäbi, su editor, hoy la revista es accesible en línea a escala internacional. La City University de Nueva York, EUA, lo digitalizó en 1998. Souffles fue una de las revistas de literatura marroquí más importantes del siglo veinte, aunque el marco nacional y el enfoque en la poesía omiten el carácter transnacional e interdisciplinario de la revista.
Fue también una revista producida por y con artistas visuales. Es precisamente esta diversidad de voces y contextos y disciplinas transfronterizos, que se reunieron en Souffles, lo que permite comprender mejor el breve siglo de la descolonización y sus discursos estéticos. Los diversos artículos, manifiestos y entrevistas ayudan a comprender las negociaciones de artistas y escritores con la violencia del colonialismo europeo que también había creado perspectivas racistas y paternalistas sobre las culturas colonizadas.
De 1969 a 1971, se publicaron números árabes separados titulados Anfas (Souffles en árabe) junto con las ediciones francesas de Souffles. Esta decisión no se tomó sólo pensando en los lectores locales, sino que, como se revela en varios ensayos y prefacios de los números, tiene que ver con un creciente panarabismo que cobró impulso en toda la región después de la guerra árabe-israelí en 1967. Desde sus inicios, en la revista se cruzaron debates sobre la negritud, el panafricanismo y el panarabismo.
A partir de 1969, Mohamed Chebaa se encargó del diseño de la revista Souffles. Los gráficos aplicados y la estética de los carteles políticos y la fotografía de principios de la década de 1970 caracterizan su diseño gráfico de los números de 1969 a 1971. Este es un desarrollo que refleja además decisiones estéticas poscoloniales centrales de ese período.

## Corriente de pensamiento
Laäbi entiende que el problema central que el estudio de la historia de las artes y la cultura por parte de académicos occidentales había causado después de la independencia fue que como los únicos textos existentes sobre la cultura local eran los de arqueólogos, antropólogos, sociólogos, geógrafos e historiadores del arte europeos,  estos estudios transportaban presunciones específicas sobre el subdesarrollo, así como categorizaciones raciales, incluidas ideas normativas sobre formas y expresiones culturales locales.
Laabi entiende que no es posible avanzar sin utilizar la experiencia colonial para resolver los problemas de la sociedad. La generación anterior de marroquíes estaba preocupada por la lucha política contra el sistema colonial. Desde que Marruecos recuperó su independencia en 1956, esta generación ha logrado el éxito. Pero esta generación nunca se preguntó si la colonización significaba la pérdida de autonomía y dignidad nacional, o si significaba la pérdida de algo más. Se plantean algunas preguntas: ¿Qué sucede en una situación colonial? ¿Es sólo una cuestión de política, economía, etc.? ¿O es otra cosa? ¿Qué pasó culturalmente? ¿Cuál fue la empresa colonial en el contexto cultural? ¿Qué impacto tuvo la política colonial en la psique de los marroquíes, en su identidad, en su conexión con el pasado, en la relación entre el presente y el futuro?
Cuando se rebelaron contra los modelos occidentales y orientales, quisieron crear su propio modelo, un modelo del futuro. Por supuesto, en aquella época encontraron intelectuales, creadores que les ayudaron en este proceso. Frantz Fanon, por ejemplo, fue hasta ahora de manera clínica, analizando el fenómeno de la colonización y su impacto en las identidades de las personas y su cultura. Por supuesto, Aimé Césaire también fue un poeta importante y uno de sus "hermanos mayores". Entre ellos se encontraban Mayakovsky, la poesía rusa de los años 1920 y 1930, y futuristas como Khlebnikov, o el poeta turco Nazim Hikmet, que abrió el camino al demostrar que la poesía puede ser muy peligrosa, pero no hay necesidad de aceptar este peligro.
Durante más de medio siglo, la historia del arte marroquí ha sido una especialidad europea, un monopolio de la erudición occidental. Laabi creía que era hora de sacudirse el estupor del trauma colonial y afrontar su historia. Pero cuando intentan iniciar esta confrontación, se enfrentan a un legado extremadamente problemático: la ciencia social colonial. De hecho, los fenómenos coloniales han causado estragos en su historia. Volviendo a la confrontación con su propia historia, descubren que cada vez que miramos cualquier área de su cultura, se encuentran con Occidente y sus estudiosos. No pueden escapar de la historia que Occidente ha moldeado para ellos. Es una vasta materia prima, un tesoro de datos. Pero también es una provocación, una trampa de la objetividad. En el período colonial, e incluso en el poscolonial, la ciencia es un desafío continuo para ellos. El autoexamen que han iniciado y que continuarán por mucho tiempo es una etapa de sacrificio y se desperdicia mucha energía. Para él, su tarea es liberar la historia de la humanidad oprimida.
*Nota: La entrevista con Abdellatif y Jocelyne Laäbi fue realizada en francés el 14 de julio de 2015 en París-Créteil por Marion von Osten, en colaboración con el historiador de literatura y cine Olivier Hadouchi (París) y el artista Peter Spillmann (Zúrich). Traducido al inglés por Kate McHugh Stevenson, Ginebra.

## Obras

### Poesía
- 1980: Le Règne de barbarie. Seuil, París
- 1980: Histoire des sept crucifiés de l'espoir. La Table París
- 1981: Sous le bâillon le poème. L'Harmat París
- 1985: Discours sur la colline arabe. L'Harmat París
- 1986: L'Écorché vif. L'Harmat París
- 1990: Tous les déchirements. Messi París
- 1992: Le soleil se meurt. La Différence París
- 1993: L'Étreinte du monde. La Différence et Abdellatif París
- 196: Le Spleen de Casablanca. La Différe París
- 2000: Poèmes périssables, La Différence, coll. Clepsy París
- 2003: L'automne promet, La Différence, coll. Clepsy París
- 2003: Les Fruits du corps, La Différence, coll. Clepsy París
- 2003: Œuvre poétique, La Différence, París
- 2005: Écris la vie, La Différence, París, Premio Alain Bosquet 2006
- 2007: Mon cher double, La Différence, París
- 2008: Tribulations d'un rêveur attitré, París
- 2010: Oeuvre poétique II, La Différence
- 2016: Le Principe d'incertitude, La Différence
- 2018: L'Espoir à l'arraché, Le Castor astral
- 2020: Presque riens, Le Castor astral
- 2022: La poésie est invincible, Le Castor astral

### Novela
- 1969: L'Œil et la Nuit, Casablanca, Atlantes, 1969 ; SMER, Rabat, 1982; La Différence, París, 2003
- 1982: Le Chemin des ordalies. París; La Différence, París, 2003
- 1989: Les Rides du lion. (épuisé); La Différence, París, 2007

### Teatro
- 1987: Le Baptême chacaliste, L'Harmat París
- 1993: Exercices de tolérance, París
- 1994: Le Juge de l'ombre, París
- 2000: Rimbaud et Shéréazade, París

### Literatura infantil
- 1986: Saïda et les voleurs de soleil ; bilingüe francés-árabe ; imágenes de Charles Barat. Messidor/La Farandula París.
- 1995: L'Orange bleue ; ilustraciones de Laura Rosano. Seuil París

### Otros
- 1983: Chroniques de la citadelle d'exil ; letras de prisión (1972–1980), París; 2005.
- 1985: La Brûlure des interrogations ; ensayos, París
- 1997: Un continent humain ; Vénissieux
- 2005: D'humus et de lave ; Al Manar

### Traducciones del árabe al francés
- 1982: Rires de l'arbre à palabres (poemas), de Abdallah Zrika. París
- 1983: Rien qu'une autre année (poemas), de Mahmoud Darwich. Unesco/París, 1983.
- 1986: Soleil en instance, de Hanna Mina. Unesco/París, 1986.
- 1987: Autobiographie du voleur de feu (poemas), de Abd al-Wahhab al-Bayati. Unesco/París, 1987.
- 1988: Je t'aime au gré de la mort (poemas), de Samih al-Qasim. Unesco/París, 1988.
- 1989: Plus rares sont les roses (poemas), de Mahmoud Darwich. París, 1989.
- 1990: La Poésie palestinienne contemporaine (antología). París, 1990.
- 1990: L'Espace du Noûn (poemas), de Hassan Hamdane. París
- 1991: Les Oiseaux du retour. Cuentos de Palestina, bilingües. En colaboración con Jocelyne Laâbi. París
- 1992: La Joie n'est pas mon métier (poemas), de Mohammed Al-Maghout. Éditions de la Différence, París
- 1997: Retour à Haïfa (novelas), de Ghassan Kanafani. En colaboración con Jocelyne Laâbi. París

### Traducciones al castellano
- 1995: El camino de las ordalías, de Laâbi, Abdellatif. Ediciones del Oriente y del Mediterráneo
- 2004: Fez es un espejo: el fondo de la tinaja, de Laâbi, Abdellatif y traducido por Jiménez Morell, Inmaculada. Ediciones del Oriente y del Mediterráneo
- 2006:  La poesía marroquí : de la independencia a nuestros días, de Laâbi, Abdellatif y traducido por Álvarez de la Rosa, Antonio. Ediciones Idea
- 2010: El síndrome andaluz, de Laâbi, Abdellatif y  traducido por Álvarez de la Rosa, Antonio. Ediciones Alfar S.A.
- 2010: Un continente humano, de Laâbi, Abdellatif. Ediciones Idea.
- 2021: Los frutos del cuerpo, de Laâbi, Abdellatif y traducido por Calle, Leandro. Editorial Pre-Textos.

### Adaptaciones dramáticas y otras
- 1984: Va ma terre, quelle belle idée. Pieza de Chemin des ordalies. Compagnie des Quatre Chemins, París
- 1984: Histoire des sept crucifiés de l'espoir. Teatro, dirigida por Robert Condamin y Jacqueline Scalabrini. Antibes
- 1984: Chroniques de la citadelle d'exil. Théâtre Expression 7, Guy Lavigerie. Limoges, 1984.
- 1987: Saïda et les voleurs de soleil. Atelier-théâtre du Septentrion. Antibes, 1987.
- 1988: Le Règne de barbarie. Compañía de Mentir-Vrai, dirigida por Omar Tary. Lille
- 1988: Journal du dernier homme.
- 1992: Le Retour de Saïda. Atelier-théâtre du Septentrion. Antibes, 1992.
- 1994: Le Soleil se meurt. Théâtre d'Aujourd'hui. Casablanca

### Autobiografía
- 2004: Le fond de la Jarre (traducido al español: Fez es un espejo), Madrid, Ediciones del oriente y del mediterráneo.
- 2021: La Fuite vers Samarkand, Le Castor astral

### Premios y honores[2]
- 1970: Premio de la Amistad Franco-Árabe
- 1979: Premio Internacional de Poesía, otorgado por la Fundación Nacional de las Artes, Rotterdam
- 1980: Premio Libertad, patrocinado por el Pen Club francés
- 1981: Premio Albert Droin de la Société des gens de lettres de France
- 1985: Nombrado comandante de la Ordre des Arts et des Lettres
- 1999: Premio Fonlon Nichols de la Asociación de Literatura Africana (EUA)
- 1999: Premio de Poesía Valonia-Bruselas
- 2002: Premio África Mediterránea de la ADELF
- 2006: Premio Alain Bosquet, por su obra completa
- 2007: Nominado Doctor Honoris Causa de la Universidad de Rennes 2 (Francia)
- 2008: Premio Naïm Frashëri, otorgado por el Festival Internacional de Poesía, Tetovo (Macedonia)
- 2008: Premio Robert Ganzo de Poesía
- 2009: Premio Goncourt de la Poésie
- 2011: Premio Internacional Benjamin-Fondane de Literatura Francófona, otorgado por el Instituto Cultural Rumano, París
- 2011: Gran Premio de la Francofonía de la Academia Francesa
- 2014: Premio del Club Árabe Libanés
- 2015: Premio Ecritures & Spiritualités
- 2017: Premio Internacional de Poesía “Nueva Edad de Oro”, otorgado por el Festival de Poesía de la Ciudad de México
- 2020: Premio Mahmud Darwish a la Creación y la Libertad, junto con Noam Chomsky (EUA) y Zakaria Mohammed (Palestina)
- 2021: Premio Roger Kowalski, Gran Premio de la Ciudad de Lyon, por la colección Presque riens